# Pedrola
Pour les articles homonymes, voir Pedrola (homonymie).
Pedrola est une commune d’Espagne, dans la province de Saragosse, communauté autonome d'Aragon comarque de Ribera Alta del Ebro.

## Personnalités

### Jumelage
- Mourenx (France) depuis 2008[1]